# Syntrichia breviseta
Syntrichia breviseta là một loài Rêu trong họ Pottiaceae. Loài này được (Mont.) Cano & M. T. Gallego mô tả khoa học đầu tiên năm 2008.